# Гансвілл (Вашингтон)
Гансвілл (англ. Hansville) — переписна місцевість (CDP) в США, в окрузі Кітсеп штату Вашингтон. Населення — 3410 осіб (2020).

## Географія
Гансвілл розташований за координатами 47°54′28″ пн. ш. 122°34′14″ зх. д. / 47.90778° пн. ш. 122.57056° зх. д. (47.907713, -122.570676).  За даними Бюро перепису населення США в 2010 році переписна місцевість мала площу 72,57 км², з яких 27,44 км² — суходіл та 45,12 км² — водойми.

## Демографія
Згідно з переписом 2010 року, у переписній місцевості мешкала 3091 особа в 1368 домогосподарствах у складі 944 родин. Густота населення становила 43 особи/км².  Було 1778 помешкань (25/км²).
Расовий склад населення:
| - 92,8 % — білих - 1,7 % — корінних американців - 1,4 % — азіатів - 0,5 % — чорних або афроамериканців - 0,1 % — вихідців з тихоокеанських островів |

До двох чи більше рас належало 3,0 %. Частка іспаномовних становила 2,3 % від усіх жителів.
За віковим діапазоном населення розподілялося таким чином: 17,2 % — особи молодші 18 років, 58,2 % — особи у віці 18—64 років, 24,6 % — особи у віці 65 років та старші. Медіана віку мешканця становила 52,2 року. На 100 осіб жіночої статі у переписній місцевості припадало 95,4 чоловіків;  на 100 жінок у віці від 18 років та старших — 95,6 чоловіків також старших 18 років.
Середній дохід на одне домашнє господарство  становив 75 341 долар США (медіана — 61 442), а середній дохід на одну сім'ю — 85 169 доларів (медіана — 73 990). За межею бідності перебувало 3,8 % осіб, у тому числі 1,6 % дітей у віці до 18 років та 4,7 % осіб у віці 65 років та старших.
Цивільне працевлаштоване населення становило 1410 осіб. Основні галузі зайнятості: освіта, охорона здоров'я та соціальна допомога — 20,4 %, науковці, спеціалісти, менеджери — 15,3 %, публічна адміністрація — 13,0 %, мистецтво, розваги та відпочинок — 11,4 %.